# Neubäu am See
Neubäu am See ist ein Ortsteil der Stadt Roding im Landkreis Cham in der Oberpfalz und hat 950 Einwohner.

## Geographie
Das Pfarrdorf Neubäu am See liegt direkt am 58 Hektar großen Neubäuer See in der Bodenwöhrer Bucht. Nachbarorte sind Fronau, Walderbach und Strahlfeld. An der Bahnstrecke Schwandorf–Furth im Wald gibt es den Bahnhof Neubäu.

## Geschichte
Neubäu wurde im Jahr 1540 unter der Bezeichnung Fürstenbergerhaus oder Neupew, Neupau, Neubau, Neubäu erwähnt. Vermutlich wurde das Schloss, welches seinen Standort am Südende des Dorfes in der Nähe des Pfarrhofs hatte, durch den Grafen Fürstenberg um 1500 erbaut; die Ortschaft entstand später. "Fürstenbergerhaus" ging bald durch Kauf an das kurfürstliche Arear über, da bereits im Jahre 1540 der Sitz des Pflegeamts von Wetterfeld dorthin verlegt war. 1599 bat Hans Georg von Rotenhan, damaliger Pflegeverweser zu Wetterfeld, um Erlaubnis, in Neubäu ein Kirchlein errichten zu dürfen. Ein Diakon solle wenigstens alle 14 Tage hier einen ordentlichen Gottesdienst abhalten.
Der Pfleger hatte Wohnung und Amtslokalitäten im Schloss, während der Amtsknecht das sogenannte Schergenhaus oder Amtshaus bewohnte. 1614 wurde eine hochgradige Baufälligkeit des Fürstenbergerhauses konstatiert und die Kosten für Baureparaturen wurden auf 391 Gulden veranschlagt. Kurfürst Friedrich genehmigte die Baukosten, obwohl ihm diese "etwas hoch" schienen. Nachdem die Reparaturen ausgeführt waren, brannten 1615 Stadel und Stallung ab. Das Schloss konnte, da es mit Ziegeln bedeckt war, gerettet werden.
1618 war neben dem Pfleger auch ein Richter zu Neubäu angestellt. 1631 verlegte der Pfleger Albrecht Nothaft angesichts der immer bedrohlicher gewordenen Kriegsgefahr und wegen der Baufälligkeit des Schlossgebäudes seinen Wohnsitz in den Markt Roding. Durch die wiederholten Einfälle der Truppen Gustav Adolfs, insbesondere 1641, wurden das Fürstenbergerhaus sowie auch das Dorf Neubäu durch Brände zerstört. 1653 lagen von den abgebrannten Häusern "vor dem Thore" noch elf in Schutt und Asche. Das Schloss wurde nicht mehr aufgebaut. 1654 bestanden bereits zwei Wirtschaften zu Neubäu. Wolfgang Engl hatte die Tafern, Justin Oliver besaß das Wirtshaus. Die Mühle und drei Weiher gehörten zum Schloss. Die Nutznießung hatte der Pfleger, welcher, da die Schlossgebäude zu Neubäu nicht mehr bewohnbar waren, seinen Sitz nach dem Dreißigjährigen Krieg wieder in Wetterfeld nahm.
1769 verkaufte das kurfürstliche Arear das verfallene Fürstenbergerhaus mit dem dazugehörigen Grundbesitz an Private. Die Schlossgebäude wurden zerstört und das Steinmaterial zu Bauzwecken verwendet, wie für den Aufbau des Ortes Neupew, Neubau, und eines landesfürstlichen Jagdschlosses im Neubäuer Forst, das sog. "Plaben", auch " Blaues Jagdhaus" genannt. Hier jagte und residierte Kurfürst Friedrich von der Pfalz, Kurfürst Karl Albrecht mit Gemahlin, eine Tochter Kaisers Joseph I. Auch der Kurfürst und Kaiser Karl VII., Kurfürst Max Joseph und Kurfürst Max Emanuel kamen zur Jagd und zur Auerhahnbalz.
Am 1. Juli 1971 wurde der Ort in die Stadt Roding eingemeindet.
Im Jahr 2015 wurde das Dorf Neubäu in Neubäu am See umbenannt.

## Kultur und Sehenswürdigkeiten
- Der Neubäuer See ist ein überregionales Erholungs- und Naturschutzgebiet.
- Die Pfarrkirche Mariä Namen in Neubäu wurde 1901 im Stil der Neuromanik von dem Architekten Johann Baptist Schott (1853–1913) aus München errichtet.[3]
- Burg Schwärzenberg
- Das Naturschutzgebiet Neubäuer Weiher

### Vereine
- JEV Neubäu 09 e. V. Jugend- und Erwachsenenverein
- SV Neubäu mit seinen Abteilungen Fußball und Gymnastik
- Freiwillige Feuerwehr Neubäu
- Eisstockclub Neubäu (Stockschießen)
- Katholischer Frauenbund Neubäu
- OGV Neubäu
- SCNS Segelerclub Neubäuer See e. V.

## Bildung
Der Schuldienst zu Neubäu, der bereits 1790 erwähnt ist, wurde 1826, um das Einkommen des Expositus zu erhöhen, mit der Expositur vereinigt. 1843 stellte die Gemeinde ein separates Schulzimmer her, nachdem der Expositus bis dahin in seiner Wohnung Unterricht erteilt hatte. Die Volksschule Neubäu gehört zur Volksschule Walderbach. In Neubäu werden die 5. und 6. Klassen unterrichtet. Die Kirche betreibt den katholischen Kindergarten St. Franziskus.

## Religion
In Neubäu besteht die katholische Seelsorgeeinheit Walderbach-Neubäu. Zu ihr gehört die Dorfpfarrgemeinde mit der Kirche Mariä Namen. 1815 wurde die Expositur errichtet. Dem Expositus stand anfangs nur ein einstöckiges Haus, das spätere alte Schulhaus zur Verfügung. Die in dem Dorfe gestandene kleine Kapelle wurde 1806 durch einen Anbau erweitert. Pfarrer Kneydl in Neukirchen sandte dann gegen eine jährliche Entschädigung von 180 Gulden an Sonn- und Feiertagen einen Hilfspriester nach Neubäu zur Abhaltung eines Gottesdienstes. Die alte Kirche "Maria, Hilfe der Christen", 1808 erweitert und 1899 abgerissen, musste Platz machen für eine neuere und größere. Die jetzige Kirche wurde 1907 fertiggestellt und 2007 zum hundertjährigen Kirchenjubiläum renoviert. Die Kirche trägt seit dem Bau den Namen "Mariä Namen".